# Austrocnemis
Austrocnemis es un género de caballitos del diablo que pertenecen a la familia Coenagrionidae. Las especies de Austrocnemis son pequeñas, de color bronce-negro con las patas largas.
Se encuentran en Nueva Guinea y Australia.

## Especies
El género Austrocnemis incluye las siguientes especies:
- Austrocnemis maccullochi (Tillyard, 1926)
- Austrocnemis oscura Theischinger & Watson, 1991
- Austrocnemis splendida (Martin, 1901)